# Irina Odóievtseva
Irina Vladímirovna Odóievtseva, rus: Ири́на Влади́мировна Одо́евцева (pseudònim, nom real Iraïda Gustàvovna Gueinike, rus: Ираида Густавовна Гейнике, en letó Iraīda Heinike, nascuda a Riga, llavors Imperi Rus, actual Letònia, el 15 de juny de 1895,
segons algunes fonts el 1901; morta a Leningrad, Unió Soviètica, el 14 d'octubre de 1990) fou una poeta, escriptora i memorialista russa, esposa del també poeta Gueorgui Ivànov.

## Biografia
Iraīda Heinike va néixer a Riga, ara capital de la República de Letònia, però llavors part de l'Imperi Rus. El seu pare, Gustav Heinike, era un advocat germanobàltic. El 1918 es va traslladar a Sant Petersburg (llavors en l'agonia de la revolució i recentment rebatejada "Petrograd"), i va adoptar el pseudònim d'«Irina Odóievtseva». Es va afiliar al Segon Gremi de Poetes, va ser instruïda per Nikolai Gumiliov, que adorava, i es va convertir en la seva alumna preferida. D'acord amb Ievgueni Ievtuixenko, «encantava a tothom, inclòs el seu mestre, amb la seva brillant i magistral poesia» i va tenir molt de succés amb el seu primer llibre Dvor Txudes, rus: Двор чудес ('El pati de les meravelles', 1922), «la mig famosa bohèmia de Petrograd s'aprenia de memòria els seus poemes.» Formalment acmeista, Odóievtseva desenvolupà el seu propi estil distintiu i va ser en molts sentits per davant del seu temps, i va anticipar els últims experiments dels oberiuistes i fins i tot als conceptualistes soviètics de la dècada del 1960. El seu tret distintiu fou un marcat trastorn de la parla (no podia pronunciar la lletra "r"), tal com va assenyalar diverses vegades en les autobiografies: A les ribes del Neva i A les ribes del Sena.
El 1921 es va casar amb el poeta Gueorgui Ivànov, un destacat acmeista. El 1922 la parella va emigrar a París. Hi va escriure diverses novel·les que van gaudir de bones vendes i van ser traduïdes a altres llengües (Àngel de la mort, 1927; Isolda, 1931; Abandona tota esperança, 1948); però va tenir més èxit posteriorment amb les seves memòries, A les ribes del Neva (1967) i A les ribes del Sena (1983), amb les moltes anècdotes personals sobre els artistes famosos que havia conegut: Nikolai Gumiliov, Gueorgui Ivànov, Óssip Mandelxtam, Zinaida Guíppius, Dmitri Merejkovski, Andrei Beli i Ivan Bunin, entre d'altres. Aquests dos llibres van causar molta controvèrsia entre els russos a França, però encara «podrien ser considerats com un document de valor incalculable del temps, fins i tot estant plens d'aberracions i girs frívols de la fantasia», segons el poeta i historiador de la poesia russa Ievgueni Ievtuixenko.
El matrimoni amb Gueorgui Ivànov, tot i que va durar 37 anys, «tenia poc a veure amb els conceptes habituals de la vida conjugal», segons la seva biògrafa El·la Bobrova. Un exemple de la seva vida salvatge es pot trobar en els documents de l'escriptor francès Georges Bataille: «Al desembre del 1937 […] Laure i jo mateix vam preparar el sopar: esperàvem Ivànov i Odóevtseva. Tal com ho havíem planejat, el sopar va resultar no menys salvatge que el vent que bufava aquell dia. Odóievtseva, tota nua, va començar a vomitar.»
Durant la Segona Guerra mundial, la parella es va unir a l'èxode de París i va viure en una torre a la ciutat de la costa basca francesa de Biarritz, que havien comprat el 1932, quan Odóievtseva va rebre una herència per la mort del seu pare. La ciutat va ser ocupada per les tropes alemanyes a l'estiu de 1940. El 1943 la seva casa va ser requisada per l'exèrcit alemany, però es va mantenir a Biarritz fins a 1946. La casa havia sigut saquejada i posteriorment destruïda pels bombardejos nord-americans. Però la posició social dels Ivànov durant els anys de la guerra portaria més endavant Gueorgui a ser acusat de simpaties nazis, sobretot pel seu antic amic Gueorgui Adamóvitx.
Després de la guerra, Ivànov i Odóievtseva es van traslladar de nou a París, però el seu pis havia estat saquejat. Tots dos van ser exclosos del món literari, que ara estava dominat pels comunistes i on les seves suposades simpaties nazis els van valer l'ostracisme. Vivien més o menys en una desesperada pobresa, i Ivànov es va enfonsar en l'alcoholisme. A principis de la dècada de 1950 Ivànov va haver de mudar-se a un entorn de vida assistida. Ho va fer per entrar a la "Casa Russa" a Juan-les-Pins, al sud de França, un habitatge per a immigrants sense recursos; a continuació, en l'hivern de 1953 es va traslladar a un refugi del govern per a gent gran a Hyères, també a la costa sud. Va morir a Hyères el 1958.
Vint anys després de la mort d'Ivànov Odóievtseva es va casar amb un altre escriptor emigrat, Jacques Gorbof (nascut Iàkov Górbov), l'obra del qual havia traduït en la dècada de 1950. Va viure amb ell fins a la seva mort el 1981.
El 1987, aprofitant la relaxació de les restriccions frontereres, Odóievtseva va tornar a Leningrad, i hi va gaudir d'una càlida acollida per part del públic i durant un parell d'anys, tal com assenyala Ievtuixenko, «es transportava d'un escenari de concert a un altre, com una mena de relíquia parlant i, de fet, certament parlava molt -amb molt bones maneres». Convertida en una figura popular a la televisió russa durant el període de la perestroika, Odóievtseva va gaudir també d'un cert èxit comercial, i va vendre 200.000 exemplars de les seves memòries, una xifra molt superior a la que podria haver venut durant els seus 65 anys a l'estranger. Va morir a Leningrad tres anys més tard.

## Obres
Poesia
- Двор чудес ('El pati de les meravelles'), poemes de 1920-1921 —Misl, 1922— 64 pàg., tiratge de 2.000 exemplars
- Контрапункт ('Contrapunt'), París, 1951
- Стихи, написанные во время болезни ('Poemes escrits durant la malaltia'), París, 1952
- Десять лет ('Deu anys'), París, 1961
- Одиночество ('Solitud'), Washington, 1965
- Златая цепь ('Cadena d'or'), París, 1975
- Портрет в рифмованной раме ('Retrat en marc rimat'), París, 1976

Novel·la
- Ангел смерти ('Àngel de la mort', 1927)
- Изольда ('Isolda', 1929)
- Зеркало ('Mirall', 1939)
- Оставь надежду навсегда ('Abandona tota esperança': en francès, 1948, en anglès, 1949, en castellà, 1949, edició russa 1954)
- Год жизни // Возрождение ('Any de vida // Renaixement'), París, 1957. Núm. 63-65, 67-69

Llibres de memòries:
- На берегах Невы ('A les ribes del Neva', 1967)
- На берегах Сены ('A les ribes del Sena', 1983)
- На берегах Леты ('A les ribes del Leteu', inacabat)